# Процентная ставка
Процентная ставка — сумма, указанная в процентном выражении к сумме кредита, которую платит получатель кредита за пользование им в расчёте на определённый период (месяц, квартал, год).
С позиции теории денег, процентная ставка — цена денег как средства сбережения.
Процентный доход — доход от предоставления капитала в долг в разных формах (ссуды, кредиты), либо это доход от инвестиций в ценные бумаги.

## История процентных ставок
В последние два столетия базовые процентные ставки устанавливаются либо национальными правительствами, либо центральными банками. Например, Федеральная резервная ставка по федеральным фондам США колебалась от 0,25 % до 19 % в период с 1954 по 2008 год, в то время как базовые ставки Банка Англии колебались от 0,5 % до 15 % в период с 1989 по 2009, а разброс базовых ставок в Германии был от близкого к 90 % в 1920-х годах до примерно 2 % в 2000-х годах. Во время попытки преодолеть спираль гиперинфляции в 2007 году, Резервный банк Зимбабве повысил процентные ставки по займам до 800 %.

## Виды процентных ставок

### Виды ставок по периодичности реинвестирования (капитализации)
- Простая процентная ставка {\displaystyle L(t,T)} — процентная ставка за период {\displaystyle [t,T]} без возможности реинвестирования (капитализации) начисленных процентов в течение этого периода. Это отношение процентного дохода за этот период к сумме вложения (кредита, депозита), обычно приведенное к годовой ставке (если период отличается от годовой). Процентный доход за период {\displaystyle \tau } (измеренный в годах, в том числе в долях года если период менее года) равен {\displaystyle I=L(t,T)\tau }, соответственно множитель наращения за этот период равен {\displaystyle I=1+L(t,T)\tau }, а множитель дисконтирования (дисконт-фактор), приводящий будущую сумму момента T к моменту t - {\displaystyle P(t,T)={\frac {1}{1+L(t,T)\tau (t,T)}}}. Соответственно, простая процентная ставка выражается через дисконт фактор следующим образом:

{\displaystyle L(t,T)={\frac {1}{\tau (t,T)}}\left({\frac {1}{P(t,T)}}-1\right)}
- Процентная ставка с капитализацией {\displaystyle m} раз в единицу времени (единица времени обычно год) — процентная ставка за единицу времени (год) с учетом возможности реинвестирования (капитализации) процентов {\displaystyle mu} раз в течение периода {\displaystyle T=1}, то есть с одинаковой периодичностью {\displaystyle \tau =1/m} (такая запись обобщается непосредственно для нецелых значений m). В таком случае внутри базового периода {\displaystyle \tau } происходит начисление процентов, но нет капитализации, что эквивалентно начислению по простой процентной ставке. Если {\displaystyle L_{m}} - процентная ставка с указанной частотой капитализации, то за каждый базовый период начисляется процентный доход в размере {\displaystyle L_{m}\tau }. Однако, по завершении каждого такого периода проценты реинвестируются, и поэтому в каждом следующем базовом периоде множитель наращения изменяется как {\displaystyle k_{n}=k_{n-1}(1+L_{m}\tau )}, поэтому  фактически множитель наращения за n таких базовых периодов будет равен {\displaystyle k_{n}=(1+L_{m}\tau )^{n}}, а процентный доход соответственно {\displaystyle I_{n}=(1+L_{m}\tau )^{n}-1}. Соответственно, эквивалентная простая годовая ставка будет связана с процентной ставкой с заданной частотой капитализации следующим образом:

{\displaystyle L=(1+L_{m}/m)^{m}-1}
Ставка с капитализацией меньше чем эквивалентная простая процентная ставка. 
- Сложная процентная ставка {\displaystyle R(t,T)} — годовая процентная ставка {\displaystyle R}, такая что множитель наращения за данный временной период {\displaystyle \tau } (в годах или долях года) оценивается как {\displaystyle k=(1+R)^{\tau }}, а дисконт-фактор как {\displaystyle P(t,T)=(1+R(t,T))^{-\tau (t,T)}}. Соответственно, формула выражающая сложную ставку через соответствующий дисконт-фактор имеет вид:

{\displaystyle R(t,T)=\left({\frac {1}{P(t,T)}}\right)^{\frac {1}{\tau (t,T)}}-1}
- Непрерывная процентная ставка {\displaystyle r(t,T)} — предел ставки с капитализацией при стремлении частоты капитализации к бесконечности (периода капитализации к нулю). Множитель наращения при непрерывной ставке определяется как {\displaystyle k=e^{r(r,T)\tau (t,T)}}, а дисконт-фактор {\displaystyle P(t,T)=e^{-r(r,T)\tau (t,T)}}. Соответственно, непрерывная ставка выражается через дисконт-фактор следующим образом:

{\displaystyle r(t,T)={\frac {1}{\tau (t,T)}}\ln P(t,T)}
Таким образом, взаимосвязь между простой, сложной и непрерывной ставками можно выразить через равенство дисконт-факторов:
{\displaystyle P(t,T)=e^{-r(r,T)\tau (t,T)}=(1+R(t,T))^{-\tau (t,T)}={\frac {1}{1+L(t,T)\tau (t,T)}}}
Отсюда, в частности следует, что непрерывная и сложная ставки связаны простым выражением 
{\displaystyle r(t,T)=\ln(1+R(t,T))}

### Фиксированная и плавающая ставки
В зависимости от того, изменяется ли ставка в течение времени, выделяют фиксированную и плавающую процентные ставки:
- Фиксированная процентная ставка — постоянна, устанавливается на определённый срок и не зависит от каких-либо обстоятельств[6].
- Плавающая процентная ставка подлежит периодическому пересмотру[7]. Изменение ставки осуществляется на основании колебаний тех или иных показателей. Классическим примером таких показателей является Лондонская межбанковская ставка предложения (LIBOR, средневзвешенная ставка на лондонском межбанковском рынке кредитных ресурсов). Соответственно плавающая ставка LIBOR+5 % будет означать, что номинальная величина процентной ставки на 5 % выше ставки LIBOR.

### Декурсивная и антисипативная ставки
В зависимости от времени выплаты процентов, существует два типа процентных ставок:
- декурсивная ставка — процент выплачивается в конце вместе с основной суммой кредита
- антисипативная ставка — процент выплачивается в момент предоставления кредита (авансом) и определяется на основании конечной суммы долга.

Для кредитора выгоднее антисипативная ставка, а для заёмщика — декурсивная. Так, если величина процентной ставки составляет 10 %, то при декурсивной ставке при кредите в 1000 р. кредитор получит 1100 р. в конце срока. При антисипативной ставке он даст заёмщику 900 р. и в конце срока получит 1000 р.

### Реальная и номинальная ставки
Различают номинальную и реальную процентную ставку.
Номинальная процентная ставка — рыночная процентная ставка без учета инфляции, отражающая текущую оценку денежных активов.
Реальная процентная ставка — номинальная процентная ставка за вычетом темпов инфляции.
Взаимосвязь реальной, номинальной ставки и инфляции в общем случае описывается следующей (приближённой) формулой
{\displaystyle i_{r}=i_{n}-\pi ,}
где
{\displaystyle i_{n}} — номинальная процентная ставка,
{\displaystyle i_{r}} — реальная процентная ставка,
{\displaystyle \pi } — ожидаемый или планируемый уровень инфляции.
Ирвинг Фишер предложил более точную формулу взаимосвязи реальной, номинальной ставок и инфляции, выражаемую названной в его честь формулой Фишера:
{\displaystyle i_{r}={\frac {1+i_{n}}{1+\pi }}-1={\frac {i_{n}-\pi }{1+\pi }}.}
При {\displaystyle \pi =0} и {\displaystyle \pi =i_{n}} обе формулы дают одинаковое значение. Легко видеть, что при небольших значениях уровня инфляции {\displaystyle \pi } результаты мало отличаются, но если инфляция велика, то следует применять формулу Фишера.
Согласно Фишеру, реальная процентная ставка численно должна быть равна предельной производительности капитала.

## Размеры процентных ставок
Номинальные процентные ставки по кредитам могут быть больше нуля, равны нулю («беспроцентный кредит») и меньше нуля («отрицательные» проценты). Если реальные процентные ставки достигают большой величины, это приводит к возникновению ростовщичества.
Подобный нетрадиционный монетарный инструмент был популярен в 2010-е, но успешность его применения для стимулирования экономической активности и повышения инфляции до целевых уровней вызывала дискуссии. После повышения в марте 2024 г. ставки Банком Японии (с -0,1 % до 0—0,1 %) в мире не осталось экономик, где использовались бы номинальные отрицательные процентные ставки.